# CN-105-57坦克炮
CN-105-57（105為口徑，57为开始服役的年份；又稱：D1504）是一門由法国布爾日裝備生產和製造研究所（法語：Établissement d'Études et de Fabrications d' Armement de Bourges，縮寫：EFAB）所研製、ABS工業所生產的單管44倍徑綫膛式坦克炮，發射105毫米口徑炮彈。

## 歷史與概述

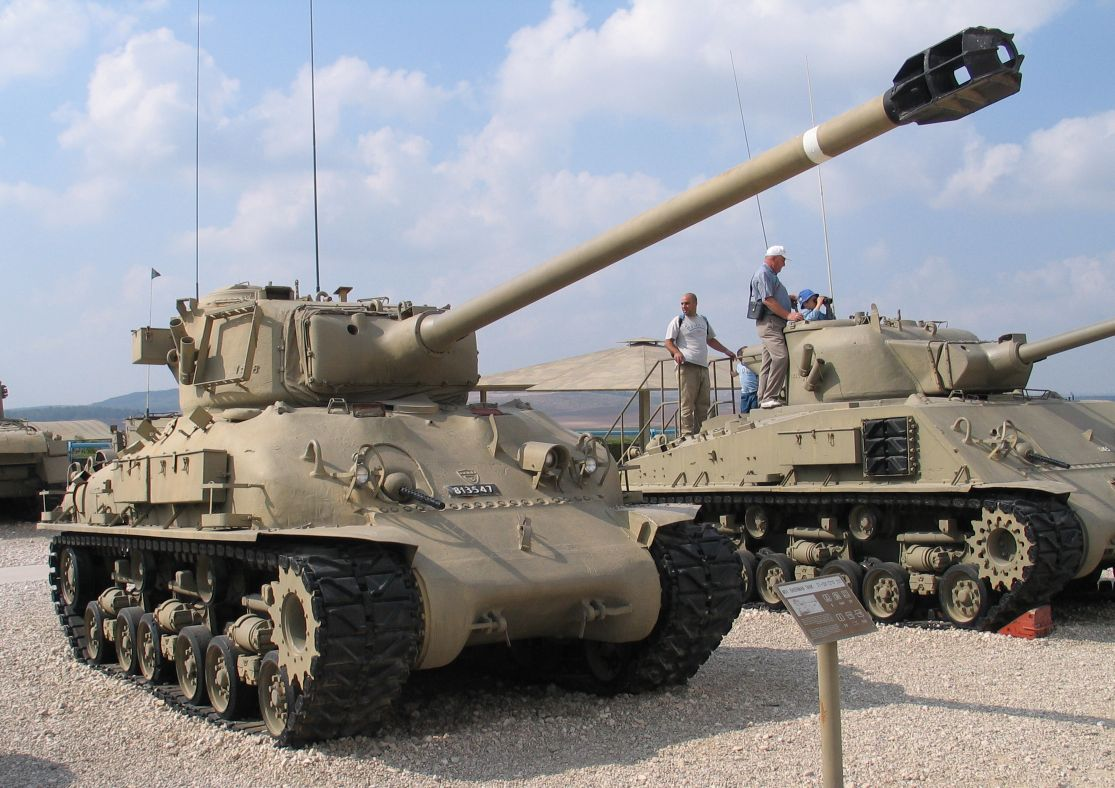
裝上了CN-105 D1坦克炮的以色列M51「超級谢尔曼」中型坦克。留意其大型炮口制退器。

CN-105-57坦克炮搭載於法國AMX-13轻型坦克的一部份型號和奥地利施泰爾-戴姆勒-普赫所生產並且廣泛裝備的SK-105「胸甲騎兵」驅逐戰車／輕型坦克。當中的一部分更在第一次海湾战争中從卡塔尔開始部署上陣，而這也就是搭載於這兩款坦克以上的該炮唯一已知的用於戰爭的歷史。
CN-105-57坦克炮亦安裝在以色列M51「超級谢尔曼」中型坦克以上，並在當地被命名為CN-105 D1坦克炮。在這種構造以下，該炮在1967年第三次中东战争（六日戰爭）和1973年贖罪日戰爭（第四次中東戰爭）當中的戰役中廣泛地投入使用，並且在與敘利亞與埃及部隊的交戰中取得了眾多的勝利。為了適配於M51的T23砲塔，還新增了更大型的炮口制退器以減小後座長度。配用的彈藥是搭載於AMX-30主战坦克以上的105毫米F1型坦克炮所使用的彈藥的縮短彈殼修改型。這些都是由以色列軍事工業公司得到特許以下在當地作本土生產。
而阿根廷也生產了與以色列版本的該炮型類似的版本，並且用於升級其以前來自英國的雪曼螢火蟲坦克型號烈坡頓提亞魯（意為：再加強實力型），在當地被命名為L44/57 FTR 105毫米坦克炮。雖然這些坦克仍然裝有原始型谢尔曼的小型砲塔，經延長的螢火蟲坦克很撲騰地為有限的高程弧線以內提供了足夠的緩衝空間以下，保著著輪廓非常狹窄的砲塔。其彈藥是由阿根廷國營兵工廠所生產。
1980年代，M51「超級谢尔曼」從以色列國防軍中退役後，眾多被以色列賣到了智利，而且直到1990年代中期以前仍繼續使用。再加上阿根廷烈坡頓提亞魯坦克的話，代表了這些谢尔曼系列坦克的絕唱，自投入服役以後已被用作坦克半個多世紀。到了那時，一部份車輛的底盤外殼更是已服役超過40年了。

### 年代、功能、性能相近的其他火砲
- 皇家兵工廠L7
- U-5TS坦克炮

### 法國次世代的武器
- 105毫米F1型坦克炮（英语：105 mm Modèle F1）
- GIAT CN120-26/52坦克炮

### 以色列次世代的武器
- IMI 120毫米坦克炮